# Jakub Kiwior
Jakub Piotr Kiwior (sinh ngày 15 tháng 2 năm 2000) là một cầu thủ bóng đá chuyên nghiệp người Ba Lan hiện đang thi đấu ở vị trí trung vệ hoặc hậu vệ trái cho câu lạc bộ Premier League Arsenal và đội tuyển bóng đá quốc gia Ba Lan.

## Sự nghiệp câu lạc bộ

### FK Železiarne Podbrezová
Kiwior có trận ra mắt tại Fortuna Liga cho Železiarne Podbrezová trước Nitra vào ngày 16 tháng 2 năm 2019. Anh đã chơi trọn vẹn chiến thắng 3-1 ở sân vận động pod Zoborom.

## Sự nghiệp quốc tế
Kiwior ra mắt đầu tiên cho đội tuyển quốc gia Ba Lan trước Hà Lan trong trận hòa 2–2 trên sân khách tại UEFA Nations League 2022–23 vào ngày 11 tháng 6 năm 2022. Vào tháng 11 năm 2022, anh có tên trong đội hình tham dự giải vô địch bóng đá thế giới 2022 ở Qatar và đá chính trong tất cả 4 trận của Ba Lan trong suốt giải đấu này.

## Thống kê sự nghiệp

### Câu lạc bộ
Tính đến ngày 11 tháng 11 năm 2023
| Club                  | Season       | League            | League | League | National cup | National cup | League cup | League cup | Europe | Europe | Other | Other | Total | Total |
| Club                  | Season       | Division          | Apps   | Goals  | Apps         | Goals        | Apps       | Goals      | Apps   | Goals  | Apps  | Goals | Apps  | Goals |
| --------------------- | ------------ | ----------------- | ------ | ------ | ------------ | ------------ | ---------- | ---------- | ------ | ------ | ----- | ----- | ----- | ----- |
| Železiarne Podbrezová | 2018–19      | Slovak Super Liga | 14     | 1      | 0            | 0            | —          | —          | —      | —      | —     | —     | 14    | 1     |
| Železiarne Podbrezová | 2019–20      | Slovak 2. Liga    | 2      | 0      | 0            | 0            | —          | —          | —      | —      | —     | —     | 2     | 0     |
| Železiarne Podbrezová | Total        | Total             | 16     | 1      | 0            | 0            | —          | —          | —      | —      | —     | —     | 16    | 1     |
| Žilina                | 2019–20      | Slovak Super Liga | 13     | 0      | 1            | 0            | —          | —          | —      | —      | —     | —     | 14    | 0     |
| Žilina                | 2020–21      | Slovak Super Liga | 30     | 2      | 3            | 1            | —          | —          | —      | —      | —     | —     | 33    | 3     |
| Žilina                | 2021–22      | Slovak Super Liga | 3      | 1      | 0            | 0            | —          | —          | 8      | 0      | —     | —     | 11    | 1     |
| Žilina                | Total        | Total             | 46     | 3      | 4            | 1            | —          | —          | 8      | 0      | —     | —     | 58    | 4     |
| Žilina B (loan)       | 2019–20      | Slovak 2. Liga    | 4      | 0      | —            | —            | —          | —          | —      | —      | —     | —     | 4     | 0     |
| Žilina B (loan)       | 2020–21      | Slovak 2. Liga    | 3      | 0      | —            | —            | —          | —          | —      | —      | —     | —     | 3     | 0     |
| Žilina B (loan)       | Total        | Total             | 7      | 0      | —            | —            | —          | —          | —      | —      | —     | —     | 7     | 0     |
| Spezia                | 2021–22      | Serie A           | 22     | 0      | 1            | 0            | —          | —          | —      | —      | —     | —     | 23    | 0     |
| Spezia                | 2022–23      | Serie A           | 17     | 0      | 3            | 0            | —          | —          | —      | —      | —     | —     | 20    | 0     |
| Spezia                | Total        | Total             | 39     | 0      | 4            | 0            | —          | —          | —      | —      | —     | —     | 43    | 0     |
| Arsenal               | 2022–23      | Premier League    | 7      | 1      | 0            | 0            | —          | —          | 1      | 0      | —     | —     | 8     | 1     |
| Arsenal               | 2023–24      | Premier League    | 4      | 0      | 0            | 0            | 2          | 0          | 2      | 0      | 0     | 0     | 8     | 0     |
| Arsenal               | Total        | Total             | 11     | 1      | 0            | 0            | 2          | 0          | 2      | 0      | 0     | 0     | 16    | 1     |
| Career total          | Career total | Career total      | 119    | 5      | 8            | 1            | 2          | 0          | 11     | 0      | 0     | 0     | 140   | 6     |

1. ↑  Appearances in UEFA Europa Conference League
2. ↑  Appearance in UEFA Europa League
3. ↑  Appearances in UEFA Champions League

### Quốc tế
Tính đến ngày 26 tháng 3 năm 2024
| Đội tuyển quốc gia | Năm  | Trận | Bàn |
| ------------------ | ---- | ---- | --- |
| Ba Lan             | 2022 | 9    | 0   |
| Ba Lan             | 2023 | 10   | 1   |
| Ba Lan             | 2024 | 2    | 0   |
| Tổng               | Tổng | 21   | 1   |

Bàn thắng và kết quả của Ba Lan được để trước.
| # | Ngày         | Địa điểm                              | Số trận | Đối thủ | Bàn thắng | Kết quả | Giải đấu |
| - | ------------ | ------------------------------------- | ------- | ------- | --------- | ------- | -------- |
| 1 | 16 June 2023 | Sân vận động Quốc gia, Warsaw, Ba Lan | 12      | Đức     | 1–0       | 1–0     | Giao hữu |